# Lac Marie-Josée
Lac Marie-Josée är en sjö i Kanada.   Den ligger i regionen Lanaudière och provinsen Québec, i den sydöstra delen av landet, 180 km nordost om huvudstaden Ottawa. Lac Marie-Josée ligger 234 meter över havet. Den ligger vid sjön Lac Cloutier.
I omgivningarna runt Lac Marie-Josée växer i huvudsak blandskog. Runt Lac Marie-Josée är det ganska glesbefolkat, med 34 invånare per kvadratkilometer.